# Fernando Silva
Fernando José Silva García, född 16 maj 1977 i Almendral, är en andorransk fotbollsspelare som för närvarande spelar för den spanska klubben CD Guadiana. Han spelar även i Andorras herrlandslag i fotboll, där han gjorde sin debut 2002. Sedan dess har han spelat 50 landskamper och gjort 2 mål.